# Martinapis bipunctata
Martinapis bipunctata är en biart som först beskrevs av Heinrich Friese 1908.  Martinapis bipunctata ingår i släktet Martinapis och familjen långtungebin. Inga underarter finns listade i Catalogue of Life.